# André Gagnon
André Gagnon (* 2. August 1936 in Saint-Pacôme/Québec; † 3. Dezember 2020 in Montreal) war ein kanadischer Komponist, Pianist, Dirigent und Schauspieler.

## Leben
Gagnon hatte Klavierunterricht bei Léon Destroismaisons und studierte von 1957 bis 1961 am Conservatoire de musique à Montréal bei Germaine Malépart, Clermont Pépin und Gilberte Martin. Mit einem Stipendium der Regierung von Québec studierte er 1961 in Paris bei Yvonne Loriod und nahm Kurse in Klavierbegleitung und Dirigieren.
Von 1962 bis 1969 arbeitete er als Arrangeur und Begleiter mit dem Singer-Songwriter Claude Léveillée und wirkte an den meisten seiner Plattenaufnahmen mit. Außerdem arbeitete er als Begleiter von Jacques Blanchet, Pierre Calvé, Renée Claude, Claude Gauthier, Pauline Julien, Pierre Létourneau und Monique Leyrac. Daneben trat er in der CBC-Fernsehreihe Cri-Cri von 1962 bis 1964 als Klavierbegleiter auf und war von 1966 bis 1970 musikalischer Direktor der Serie Moi et l'autre. Daneben trat er zwischen 1965 und 1975 in mehreren Filmen als Schauspieler auf. Später betätigte er sich gelegentlich auch als Kameramann und Filmproduzent.
1969 nahm Gagnon in London den Zyklus Mes Quatre Saisons im Stil von Vivaldi auf, für den er Themen aus Liedern von Jean-Pierre Ferland, Félix Leclerc, Claude Léveillée und Gilles Vigneault verwendete. Bei der Expo ’70 in Osaka gehörte er zu den künstlerischen Repräsentanten Kanadas. Er unternahm Tourneen durch Frankreich (1975–1976), Mexiko (1976) und die USA (1979). 1978 präsentierte er eine Show in der Massey Hall in Toronto.
1977 führte das National Ballet of Canada im O’Keefe Centre in Toronto sein Ballett Mad Shadows (nach dem Roman La Belle Bête von Marie-Claire Blais) auf. Nach einer Konzertreise mit dem Vancouver Symphony Orchestra 1981 trat er in Venezuela, Mexiko, Rumänien und Griechenland auf. Rencontre est-ouest nach Gedichten von Albert Lozeau wurde 1984 von den Tudor Singers of Montreal uraufgeführt.
1989 trat Gagnon mit dem Tokyo Symphony Orchestra unter Kazuyoshi Akiyama auf. Er nahm in den folgenden Jahren mehrere Alben für den japanischen Markt auf und unternahm 1991 und zwischen 1996 und 2003 mehrere Japantourneen.
1990 fand an der Opéra de Montréal die Uraufführung seiner romantischen Oper Nelligan (nach einem Libretto von Michel Tremblay) statt. In einer sinfonischen Instrumentation von Gilles Ouellet führte das Montreal Symphony Orchestra unter Jacques Lacombe das Werk 1995 erneut auf.
Gagnon komponierte zahlreiche Filmmusiken und Musiken zu Fernsehserien sowie Disco- und Poptitel wie Neiges, Smash, Chevauchée, Surprise, Donna und Mouvements. Zwischen 1978 und 2003 erhielt er neben anderen Preisen für zehn Schallplattenproduktionen einen Félix Award. 1978 wurde er zum Officer des Order of Canada ernannt.

## Werke
- Les Turluteries
- 1969: Mes Quatre Saisons
- 1976: Petit Concerto pour Carignan et orchestre
- 1977: Mad Shadows, Ballett
- 1984: Rencontre est-ouest
- 1990: Nelligan, romantische Oper
- Cher Amadeus
- Pour endormir ma mère

## Filmmusiken
- 1979: Running
- 1980: Phobia
- 1980: Kamouraska
- 1981: Hot Touch
- 1982: Tell Me That You Love Me
- 1987: Cudowne Dziecko
- 1991: The Pianist
- 1994: Pour l’amour de Thomas
- 1995: Naran
- 1995: Le boulard

## Musiken zu Fernsehserien
- 1967–1971: Vivre en ce pays
- 1967–1976: La Souris verte
- 1972–1975: Forges du St-Maurice
- 1973–1977: Techno-Flash
- 1987: Des dames de cœur
- 1989: Un Signe de feu

## Filmografie
- 1965: La Vie Heureuse de Leopold Z (als Schauspieler)
- 1968: Nötigung eines sehr jungen Mädchens (Le viol d'une jeune fille douce) (als Schauspieler)
- 1975: Gina (als Schauspieler)
- 1993: Deux Actrices (als Kameramann)
- 1980: Ein Mann für Alles (L’Homme à tout faire) (als Kameramann)
- 1982: Au Clair de la Lune (als Kameramann)
- 1994: La vie d'un héros (als Produzent)
- 2005: Les Guerriers (als Produzent)

## Diskografie
- 1964: André Gagnon – piano et orchestre
- 1965: Léveillée-Gagnon
- 1966 Une voix, deux pianos
- 1968: Pour les amants/Don't Ask Why
- 1969: Notre amour
- 1969: Mes quatre saisons
- 1971: Let It Be Me
- 1971: Les Grands succès d’André Gagnon
- 1972: Les Turluteries
- 1976: Projection
- 1974: Saga (CA: Gold)[2]
- 1975: Neiges (CA: ×2Doppelplatin )
- 1977: Le Saint-Laurent (CA: Platin)
- 1979: Mouvement (CA: Gold)
- 1981: Virage à gauche/Left Turn
- 1982: Greatest Hits
- 1983: Impression
- 1986: Comme dans un film
- 1988: Des dames de cœur
- 1990: Nelligan
- 1992: Noël (CA: Platin)
- 1993: Les Jours tranquilles
- 1993: Presque bleu
- 1994: Romantique (CA: Gold)
- 1995: Piano
- 1995: Twilight Time (CA: Gold)
- 1996: (Musique) Coffret du collection
- 1997: André Gagnon au Centre Molson
- 1997: Éden
- 1999: Juliette Pomerleau
- 1999: Printemps
- 1999: Été
- 1999: Automne
- 1999: Hiver
- 2001: Histoires rêvées
- 2002: Impressions vol. 2
- 2003: Piano Solitude
- 2010: Les Chemins Ombrages (CA: Gold)
- 2011: Dans le silence de la nuit (CA: Gold)
- 2016: Les voix intérieures

## Chartplatzierungen
Singles

| Jahr | Titel Album | Höchstplatzierung, Gesamtwochen, AuszeichnungChartplatzierungen (Jahr, Titel, Album, Platzierungen, Wochen, Auszeichnungen, Anmerkungen) | Höchstplatzierung, Gesamtwochen, AuszeichnungChartplatzierungen (Jahr, Titel, Album, Platzierungen, Wochen, Auszeichnungen, Anmerkungen) | Anmerkungen |
| Jahr | Titel Album | US | Dance | Anmerkungen |
| ---- | ----------- | --- | --- | --- |
| 1976 | Wow Neiges  | US95 (3 Wo.)US | Dance5 (11 Wo.)Dance | Erstveröffentlichung: Dezember 1975 · The Disco Sound of André Gagnon · Instrumental; Autor: André Gagnon · CA: Gold |
| 1977 | Surprise –  | — | Dance30 (7 Wo.)Dance | Erstveröffentlichung: Dezember 1976 The Disco Sound of André Gagnon Instrumental; Autor: André Gagnon                |